# Нарушайтис, Стасис Пранович
Нарушайтис, Стасис Пранович (род. 25 марта 1959) — советский спортсмен, Чемпион мира по академической гребле 1981 года, серебряный призёр 1982 года. Чемпион СССР 1981—1984. Получил звание заслуженного мастера спорта в 1959 году. Окончил Вильнюсский университет. Преподавал.